# Clinton, Washington
Clinton är en ort i Island County, Washington i delstaten Washington, USA.